# گلوک
گاستون گلاک
گلاک (به آلمانی: Glock) خانواده‌ای از پیستول‌های نیمه خودکار ساخت شرکت گلاک اتریشی است که از اوایل دهه ۱۹۸۰ به طراحی و تولید انبوه آن مشغول است. بینان‌گذار این شرکت تا پیش از ساخت اولین پیش‌نمونه این سلاح تجربه‌ای در طراحی و ساخت سلاح‌های سبک نداشت اما تجربه بسیار او در مورد ساخت مواد صنعتی پلیمری باعث موفقیت آن در ساخت سلاح‌های سبک و مقاوم با قالب پلیمری شد. پیش‌نمونه گلاک در سال ۱۹۸۰ برنده رقابت نیروهای مسلح اتریش برای انتخاب یک سلاح کمری جدید شد و تولید انبوه آن از سال ۱۹۸۲ با نام گلاک ۱۷ آغاز شد. گلاک ۱۷ پیستولی نیمه خودکار با کالیبر ۹ م‌م پارابلوم و خشاب استاندارد با ظرفیت ۱۷ فشنگ اولین محصول این شرکت بود که در سال‌های بعد با تولیدات دیگری با کالیبرهای مختلف ادامه یافت مانند گلوک ۱۸ و جایگزین بِرِتا ام۹ است.
کالیبرهای گلاک:
- کالیبر ۱۹×۹ میلی‌متر پارابلوم
- 10mm Auto
- کالیبر ۴۵ ای‌سی‌پی
- .40 S&W
- .380 ACP
- .357 SIG
- .45 GAP